# بخش میرزا کوچک جنگلی
بخش میرزا کوچک جنگلی یکی از بخش‌های شهرستان صومعه‌سرا در استان گیلان در شمال ایران است.

## جمعیت
بنابر سرشماری مرکز آمار ایران، جمعیت بخش میرزا کوچک جنگلی شهرستان صومعه سرا در سال ۱۳۸۵ برابر با ۲۴۸۷۳ نفر بوده‌است.

## تقسیمات کشوری
- بخش میرزا کوچک جنگلی
  - دهستان گوراب زرمیخ
  - دهستان مرکیه
- شهر: گوراب زرمیخ